# Giro della Provincia di Reggio Calabria 1960
Il Giro della Provincia di Reggio Calabria 1960, ventunesima edizione della corsa, si svolse il 27 marzo 1960 su un percorso di 274 km, con partenza e arrivo a Reggio Calabria. La vittoria fu appannaggio dell'italiano Guido Carlesi, che completò il percorso in 7h25'15", alla media di 36,923 km/h, precedendo i connazionali Gastone Nencini e Pierino Baffi.

## Ordine d'arrivo (Top 10)
| Pos. | Corridore        | Squadra          | Tempo    |
| ---- | ---------------- | ---------------- | -------- |
| 1    | Guido Carlesi    | Philco           | 7h25'15" |
| 2    | Gastone Nencini  | Carpano          | s.t.     |
| 3    | Pierino Baffi    | Ignis            | a 0'41"  |
| 4    | Federico Galeaz  | Torpado          | s.t.     |
| 5    | Angelo Conterno  | Carpano          | s.t.     |
| 6    | Imerio Massignan | Legnano          | s.t.     |
| 7    | Aurelio Cestari  | Ignis            | s.t.     |
| 8    | Jean Brankart    | Philco           | s.t.     |
| 9    | Michele Gismondi | Gazzola-Fiorelli | s.t.     |
| 10   | Adriano Zamboni  | Torpado          | s.t.     |